# 舟橋蔵人
舟橋 蔵人（ふなはし くらんど、1981年 -）は、フリーライター。愛知県名古屋市出身。沖縄県那覇市在住。

## 略歴
愛知県名古屋市出身。父親は占い師。4年かけて地元の高校を卒業後、ポリテクセンター名古屋港港湾荷役課を2ヵ月で中退。その後喫茶店ウェイター、アダルトビデオショップ店員、アパレルショップ店員、レゲエDJ、DPEショップ店員、インディヴィジョン社員、東海秘密倶楽部メンバーを経て、フリーライターとなる。2008年沖縄県那覇市に移住。2017年夏、思い出作りの為、フレッシュお笑い選手権に出場し、見事予選３位通過を果たす。

## 著書・作品

### 監修・編集
- 『消えゆくニッポンの秘宝館 〜秘宝館を世界遺産に！〜』（2007年　インディヴィジョン）

### 共著
- （東海秘密倶楽部監修）『元祖国際秘宝館　公式ガイドブック』（2007年　インディヴィジョン）
- （酒井竜次監修） 『ニッポンの廃墟』（2007年　インディヴィジョン）　ISBN 4990371208
- （酒井竜次監修） 『廃墟という名の産業遺産』（2008年　インディヴィジョン）　ISBN 4990371224
- （酒井竜次監修） 『I LOVE 秘宝館』（2009年　八画） ISBN 4757216696

## 講演会・イベント出演
- 『秘宝館カルチャーを学ぶ会』（2008年3月21日　京都クラブメトロ）
- 『秘宝館について、どうしてもキミに伝えたいことがある』（2008年7月5日　ジュンク堂書店新宿店）